# Winklarn (Austria)
Winklarn es una localidad situada en el distrito de Amstetten, en el estado de Baja Austria, Austria. Tiene una población estimada, a principios del año 2022, de 1837 habitantes.
Está ubicada al oeste del estado, a poca distancia al sur del río Danubio, al oeste de Viena y cerca de la frontera con el estado de Alta Austria